# Жуков, Максим Александрович (поэт)
Максим Александрович Жуков (род. 23 февраля 1968, Москва) — русский поэт.

## Биография
Родился в Москве. Окончил московскую школу рабочей молодежи (ШРМ № 24). С 14 лет обучался актёрскому ремеслу в школе-студии московского Театра на Юго-Западе и затем работал актёром в этом театре. Проходил срочную службу в Советской армии (1986—1988). С 1991 года работал администратором в рейв-клубах «Аэро-дэнс» и «Плазма». Переменил множество профессий — от электрика и продавца до инкассатора и начальника охраны.
Был редактором на сайте «Снежный ком». Работал журналистом (внештатным корреспондентом) в «Литературной газете». В 2011—2023 годах жил в Евпатории. Затем вернулся в Москву, где с 2023 года работает ведущим Клуба чтения поэзии в библиотеке Дома творчества Переделкино.

## Творчество
Стихи пишет с 13 лет. В советское время не публиковался. Первые публикации: альманах «Мулета-Скват» в 1992 году и газета «Гуманитарный фонд» в 1994. После длительного перерыва послал свои ранние стихи на международный конкурс «Тамиздат» и стал его лауреатом. Печатался в журналах «Знамя», «Сибирские огни», «Юность», «Нева» и мн. др. изданиях, на сайте «Литерратура» и других литературных веб-ресурсах. «Автор семи поэтических сборников, предпоследний из которых вышел одновременно в России и Сербии». Как поэт, участвовал в Фестивале поэзии на Байкале им. Анатолия Кобенкова (Иркутск, 2015), проекте «Новая Голландия: культурная урбанизация» (Санкт-Петербург, 2017), XII Екатеринбуржском Книжном фестивале в Белинке (Екатеринбург, 2019), фестивале ЛиТР (Владивосток, 2021), участник телешоу «Игра в бисер» (выпуски: «Константин Симонов» и «Поэзия Иннокентия Анненского»).

## Критика
- 2011. В поэзии Жукова проступает какая-то потерянность. «Вести FM»
- 2011. Контр- и культура на отшибе. «Сетевая словесность»
- 2012. Непобедима литературная традиция. «Зинзивер»
- 2012. Возвращение автора к жизни после смерти автора. «45-я параллель»
- 2017. Парень с рабочей окраины. «Сетевая словесность»
- 2024. Поэтика персонального присутствия. «Сетевая словесность»

## Признание
- 2007. Лауреат конкурса Таmizdat
- 2012. Победитель конкурса «Заблудившийся трамвай»
- 2013. Обладатель первого приза Григорьевской поэтической премии
- 2020. Премия «Зимнее солнцестояние» издательства СТиХИ
- 2021. Победитель конкурса «45-й калибр»
- 2021. Международная премия имени А. И. Левитова